# 菊川剛
菊川 剛（きくかわ つよし、1941年2月27日 - ）は、日本の実業家である。2001年（平成13年）から2011年（平成23年）までオリンパスの社長を務めた。

## 来歴

### オリンパス光学工業社長就任まで
1941年（昭和16年）、日本発送電に勤務していた父・博と、母・花子の長男として愛媛県西条市に生まれた。愛知県守山町小幡小学校、振甫中学、旭丘高校を経て、慶應義塾大学法学部に進学した。
大学を1963年（昭和38年）卒業し、中堅商社の関連会社に入ったが、配属されたのは倉庫係。荷物を運ぶ日々が続き、転職先を探した。
大学卒業の翌年1964年（昭和39年）10月にオリンパス光学工業に入社。1977年（昭和52年）、アメリカに同年設立された販売子会社であるオリンパス・カメラ・コーポレーションに出向し、ロサンゼルス勤務を経て、翌1978年（昭和53年）にニューヨーク州ロングアイランドに着任。同地にて一眼レフカメラや医療機器の営業に従事、1983年（昭和58年）には同社社長に就任した。1985年（昭和60年）にオリンパス光学工業（東京）に戻り、営業部副部長、宣伝部長、広報宣伝部長を歴任した。
1993年（平成5年）、オリンパス光学工業の取締役に就任。1995年（平成7年）にデジタルカメラ開発のプロジェクトリーダーとなり、先鋭的な商品を志向して100万画素以上、定価10万円以下の商品開発を命じた。10万台以上の販売を前提に部品メーカーに値下げを依頼し、80万画素の機種が主流だった1997年（平成9年）に店頭価格が10万円を切った141万画素のCAMEDIA C-1400Lを発売し、30万台以上を売る大ヒットとなっている。翌1998年（平成10年）には常務取締役となり、アメリカのオリンパスUSAインク社長およびオリンパス・アメリカ・インクの会長を兼任し、再びニューヨークに赴任した。その後、オリンパス光学工業常務取締役として各部署担当を歴任し、1999年（平成11年）には自身が提言した社内カンパニー制度が導入されている。

### 社長就任後
2001年（平成13年）6月、オリンパス光学工業代表取締役社長に就任した。2003年（平成15年）にはオリンパス株式会社へ社名を変更し、デジカメ市場での首位のソニーに迫る好業績を背景にフィルム式カメラでの生産を打ち切った一眼レフカメラ分野にデジタルカメラでの再参入を決め、オリンパス E-1を発売している。同年11月には財界研究所から経営者賞を受賞した。
一方、2004年（平成16年）にはコンパクト型デジカメの薄型・高画素・液晶大画面というトレンドに対応が遅れ、同年度の連結決算で初となる118億円の赤字に転落した。社長在任9年目の2009年（平成21年）には年間報酬が1億5,800万円に達し、『AERA』の国内経営者ランキングで73位の金額となっている。
社長在任中は経営手腕について一定の評価を受けていたものの、社内では強権的な振る舞いで部下から恐れられていた。人事権を振りかざして周囲には次第にイエスマンばかりが集まるようになり、投資ファンドの運営に2007年（平成19年）春の時点で疑義を呈した役員は突然解雇されるという有り様だった。2011年（平成23年）4月に社長を退任し、代表権のある会長に就任した。後任の社長にはイギリス人のマイケル・ウッドフォードを抜擢した。退任直前の同年3月期には、社内で唯一1億円を超える1億7,500万円の役員報酬を得ていた。

### 損失隠し事件
ウッドフォードは社長就任後、オリンパスによる過去の医療機器メーカー買収におけるフィナンシャル・アドバイザー（FA）への報酬額などに疑念を抱き、また独自に依頼した海外監査法人からも不正の可能性の報告を受けており、前社長の森久志とともにこれに対する説明および辞任を求められた。これを受け、取締役会のメンバーに根回しした上で会長就任から半年後の2011年（平成23年）10月16日、全会一致でウッドフォードの解任と自身の社長復帰を議決した。
一方、この人事にともなう混乱や株価低迷の責任を取って10日後の10月26日に退任と代表権を返上した。11月8日には、1990年代以来有価証券取引で生じた損失の隠蔽に関与してきたことが明らかとなった。2012年（平成24年）2月16日に金融商品取引法違反容疑で東京地検特捜部に逮捕された。その後2013年（平成25年）7月、東京地裁から懲役3年執行猶予5年（求刑:懲役5年）の判決を言い渡された。
2017年、東京地方裁判所から、590億円の損害賠償判決を受けた。

## 栄典
オリンパス社長だった2004年（平成16年）にスロバキア共和国大統領十字章第二等受章。
2007年（平成19年）11月には藍綬褒章を受章していたが、2013年8月27日に返上している。